# 趙德文
申恭裕王趙德文（975年—1046年），字子矼，祖籍涿郡（今河北省保定市清苑縣）人，宋朝宗室、魏悼王趙廷美的第八子。

## 生平
趙德文早年跟隨父親趙廷美被徙置房陵，淳化初年，朝廷授他右監門衞將軍一職，後曾任滑州觀察使及受封馮翊郡公。
史籍記載趙德文個性好學，經常抄寫經史百家，宋真宗曾戲稱他為「五秀才」；當宋真宗封禪泰山、祭祀汾陰和臨幸亳州時，他也會奏上賦頌。天聖年間，趙德文遷任橫海軍節度觀察留後，又授予昭武軍節度使，後改授感德軍、武勝軍，同時加任中書門下平章事。宋仁宗因尊重他而不稱呼其名字，只稱呼「五相公」。
慶曆四年（1044年），朝廷以趙德文是宗室之長，晉為東平郡王，加兼侍中。當他患病時，宋仁宗親自調理藥湯給他喝，到慶曆六年（1046年）去世，贈封太尉、中書令，追封申王，諡恭裕。

## 家族

### 祖父母
- 趙弘殷，宋宣祖昭武皇帝
- 昭憲太后杜氏

### 父母
- 趙廷美，魏悼王
- 張令鐸女楚國夫人

### 子女
- 趙承顯，樂平郡王
- 趙承蘊，舒國恭僖公
- 趙承選，博陵郡王
- 趙承澋，樂平郡公
- 趙承嘏，安陸侯